# لی لی (ژیمناست)
لی لی (ژیمناست) (به انگلیسی: Li Li (gymnast)) ژیمناست زادهٔ ۲۶ فوریه ۱۹۷۵ میلادی اهل کشور چین است.